# Itapema
Itapema es un municipio brasileño del estado de Santa Catarina. Tiene una población estimada al 2022 de 75 940 habitantes. Ubicado en la costa del estado, forma parte de la Región Metropolitana de Foz do Rio Itajaí.
Actualmente es el tercer destino de turistas en el estado, y en los últimos años está pasando de ser una playa de descanso solamente, a convertirse en un agitado centro de vida nocturna, con fiesta que atraen a jóvenes de toda la región.

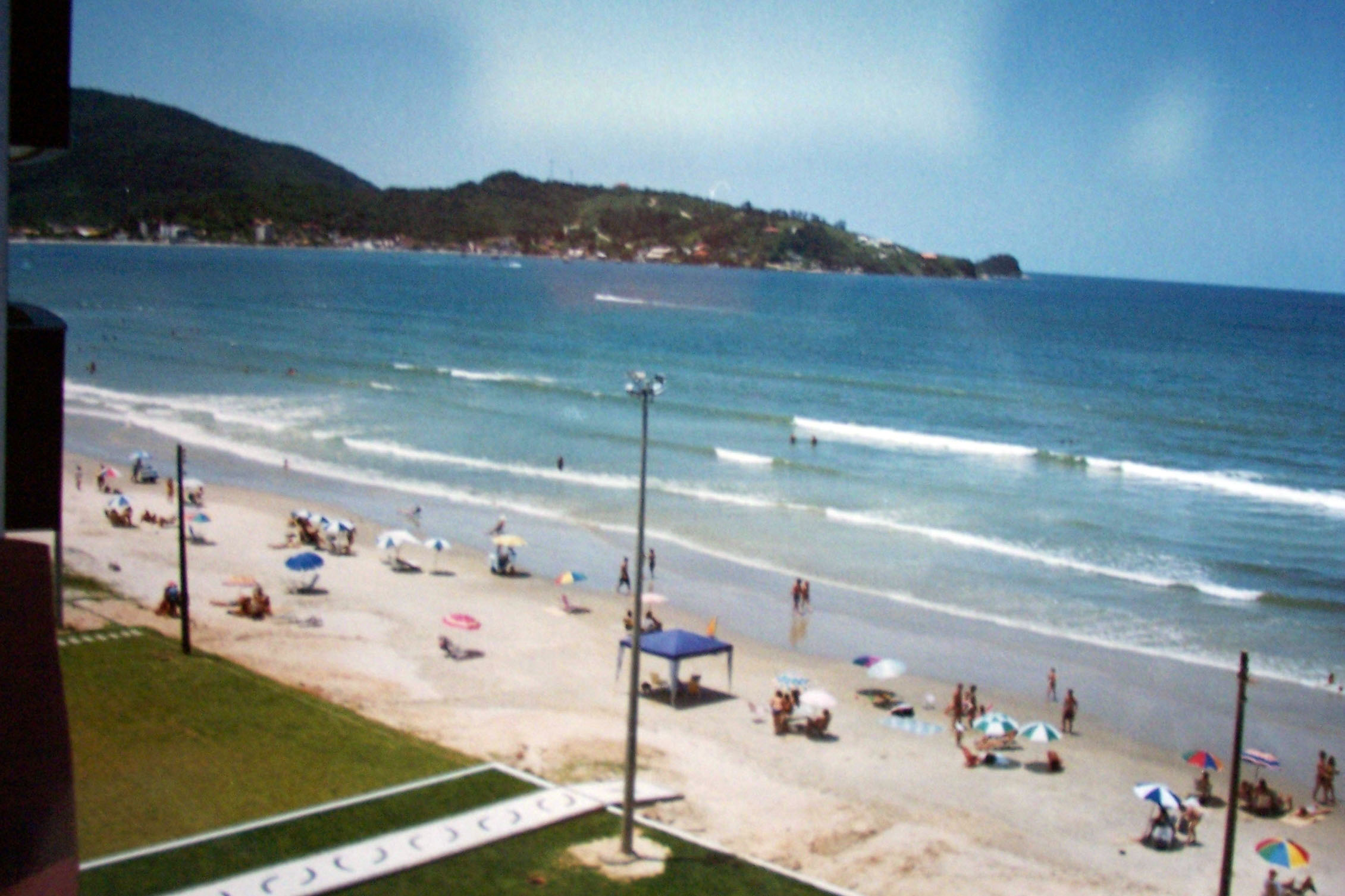
Foto de una de las playas de Itapema.

La localización de la ciudad es privilegiada, ya que se encuentra sobre la carretera BR-101, en proximidades del Balneario Camboriú, la playa con más movimiento del sur del Brasil, y a media hora de Florianópolis, la capital catarinense.
Una de las ventajas que tuvo Itapema, fue la implementación de un código de construcciones que fue rígidamente implantado, por lo que hay pocos edificios altos, lo que garantiza la plenitud del sol en las playas durante todo el día.

## Toponimia
El nombre de la ciudad, Itapema, tiene dos posibles orígenes. Uno, es el nombre popular al Elanio Tijereta.
El otro, es de origen tupí a través de la composición entre las palabras itá ("piedra") y pema ("angular"), "piedras angulares".

## Historia
Habitada por los Carios, fue colonizada por colonos europeos en el Siglo XVI provenientes de São Vicente.
Tras la creación de Porto Belo em 1824 por parte de colonos Azores, el lugar del hoy municipio fue habitado por los descendientes de estos a principios del Siglo XIX. El primer nombre de esta nueva Vila fue Vila de Santo Antônio de Lisboa o Tapera. Su economía se basaba en la subsistencia, con la pesca en la costa, además de la siembra de yuca y la producción de harina, junto a otros productos como maíz, frijol, café, arroz y sandía.
En 1912, la entonces llamada Villa de Tapera, fue renombrada como Itapema. En los años siguientes, con el aumento de la población acorde con el aumento de la importancia económica, Itapema fue elevada a la categoría de freguesia el 2 de enero de 1915. Se emancipó de Porto Belo el 13 de enero de 1962.